# Giro d'Italia 1980
63. ročník cyklistického závodu Giro d'Italia se konal mezi 15. květnem a 7. červnem 1980. Vítězem se stal Francouz Bernard Hinault, který se díky tomuto vítězství stal čtvrtým jezdcem v historii s alespoň jedním vítězstvím na všech 3 Grand Tours.
Obhájce vítězství Giuseppe Saronni vyhrál bodovací soutěž, Claudio Bortolotto vyhrál vrchařskou soutěž a Tommy Prim vyhrál soutěž jezdců do 24 let. Tým Bianchi–Piaggio se stal vítězem soutěže týmů.

## Týmy
Na Giro d'Italia 1980 bylo pozváno celkem 13 týmů. Každý tým zahrnoval 10 jezdců, celkem se na start postavilo 130 jezdců. Do cíle v Miláně dojelo 89 jezdců.
Týmy, které se zúčastnily závodu, byly:
- Bianchi–Piaggio
- Cilo–Aufina
- Famcucine–Campagnolo
- Gis Gelati
- Hoonved–Bottecchia
- Inoxpran
- Kondor
- Magniflex–Olmo
- Mobilifico San Giacomo–Benotto
- Renault–Gitane–Campagnolo
- Sanson–Campagnolo
- Selle Italia–Zor–Vereco–Campagnolo
- Studio Casa–Fin–Italcasa–Colnago

## Trasa a etapy
Trasa Gira d'Italia 1980 byla odhalena hlavním organizátorem Vincenzem Torrianim 31. ledna 1980. Trasa dlouhá 4025 km zahrnovala 3 individuální časovky a deset etap s prémiemi do vrchařské soutěže. Čtyři tyto etapy měly vrcholové dojezdy, a to 8. etapa na Fiuggi, 11. etapa na Campotenese, 14. etapa na Roccaraso a 18. etapa na Zoldo Alto. V případě, že by průsmyk Stelvio nebyl možný projet na kole, měli organizátoři náhradní trasu pro 19. a 20. etapu přes průsmyk Pordoi, který by se stal novou Cima Coppi. Organizátoři se rozhodli zahrnout také 2 dny volna. Oproti minulému ročníku byla trasa o 724 km delší a zahrnovala o 2 časovky méně.
| Etapa | Datum         | Trasa                               | Vzdálenost          | Typ                 | Typ                  | Vítěz                          |                     |
| ----- | ------------- | ----------------------------------- | ------------------- | ------------------- | -------------------- | ------------------------------ | ------------------- |
| P     | 15. května    | Janov                               | 7 km (4 mi)         |                     | Individuální časovka | Francesco Moser                |                     |
| 1     | 16. května    | Janov - Imperia                     | 123 km (76 mi)      |                     | Rovinatá etapa       | Giuseppe Saronni (ITA)         |                     |
| 2     | 17. května    | Imperia - Turín                     | 179 km (111 mi)     |                     | Horská etapa         | Giuseppe Saronni (ITA)         |                     |
| 3     | 18. května    | Turín - Parma                       | 243 km (151 mi)     |                     | Rovinatá etapa       | Giuseppe Saronni (ITA)         |                     |
| 4     | 19. května    | Parma - Marina di Pisa              | 193 km (120 mi)     |                     | Horská etapa         | Dante Morandi (ITA)            |                     |
| 5     | 20. května    | Pontedera - Pisa                    | 36 km (22 mi)       |                     | Individuální časovka | Jørgen Marcussen (DEN)         |                     |
|       | 21. května    | Den odpočinku                       | Den odpočinku       | Den odpočinku       | Den odpočinku        | Den odpočinku                  | Den odpočinku       |
| 6     | 22. května    | Rio Marina - Portoferraio           | 126 km (78 mi)      |                     | Rovinatá etapa       | Carmelo Barone (ITA)           |                     |
| 7     | 23. května    | Castiglione della Pescaia - Orvieto | 200 km (124 mi)     |                     | Horská etapa         | Silvano Contini (ITA)          |                     |
| 8     | 24. května    | Orvieto - Fiuggi                    | 216 km (134 mi)     |                     | Horská etapa         | Juan Fernández Martín (ESP)    |                     |
| 9     | 25. května    | Fiuggi - Sorrento                   | 247 km (153 mi)     |                     | Rovinatá etapa       | Giovanni Mantovani (ITA)       |                     |
| 10    | 26. května    | Sorrento - Palinuro                 | 177 km (110 mi)     |                     | Rovinatá etapa       | Giovanni Mantovani (ITA)       |                     |
| 11    | 27. května    | Palinuro - Campotenese              | 145 km (90 mi)      |                     | Horská etapa         | Gianbattista Baronchelli (ITA) |                     |
| 12    | 28. května    | Villapiana Lido - Campi Salentina   | 203 km (126 mi)     |                     | Rovinatá etapa       | Yvon Bertin (FRA)              |                     |
| 13    | 29. května    | Campi Salentina - Barletta          | 220 km (137 mi)     |                     | Rovinatá etapa       | Giuseppe Saronni (ITA)         |                     |
| 14    | 30. května    | Foggia - Roccaraso                  | 186 km (116 mi)     |                     | Horská etapa         | Bernard Hinault (FRA)          |                     |
| 15    | 31. května    | Roccaraso - Teramo                  | 194 km (121 mi)     |                     | Horská etapa         | Tommy Prim (SWE)               |                     |
| 16    | 1. června     | Giulianova - Gatteo a Mare          | 229 km (142 mi)     |                     | Rovinatá etapa       | Giuseppe Martinelli (ITA)      |                     |
| 17    | 2. června     | Gatteo a Mare - Sirmione            | 237 km (147 mi)     |                     | Rovinatá etapa       | Giuseppe Saronni (ITA)         |                     |
| 18    | 3. června     | Sirmione - Zoldo Alto               | 239 km (149 mi)     |                     | Horská etapa         | Giovanni Battaglin (ITA)       |                     |
| 19    | 4. června     | Longarone - Cles                    | 241 km (150 mi)     |                     | Horská etapa         | Giuseppe Saronni (ITA)         |                     |
| 20    | 5. června     | Cles - Sondrio                      | 221 km (137 mi)     |                     | Horská etapa         | Jean-René Bernaudeau (FRA)     |                     |
| 21    | 6. června     | Saronno - Turbigo                   | 50 km (31 mi)       |                     | Individuální časovka | Giuseppe Saronni (ITA)         |                     |
| 22    | 7. června     | Milan - Milan                       | 114 km (71 mi)      |                     | Rovinatá etapa       | Pierino Gavazzi (ITA)          |                     |
|       | Celková délka | Celková délka                       | 4 025 km (2 501 mi) | 4 025 km (2 501 mi) | 4 025 km (2 501 mi)  | 4 025 km (2 501 mi)            | 4 025 km (2 501 mi) |

## Průběžné pořadí
| Etapa          | Vítěz                    | Celkové pořadí ·  | Bodovací soutěž ·  | Vrchařská soutěž · | Soutěž mladých jezdců | Soutěž týmů        |
| -------------- | ------------------------ | ----------------- | ------------------ | ------------------ | --------------------- | ------------------ |
| P              | Francesco Moser          | Francesco Moser   | Francesco Moser    | neuděleno          | ?                     | neuděleno          |
| 1              | Giuseppe Saronni         | Francesco Moser   | Francesco Moser    | neuděleno          | ?                     | Hoonved-Bottecchia |
| 2              | Giuseppe Saronni         | Francesco Moser   | Giuseppe Saronni   | Claudio Bortolotto | ?                     | Hoonved-Bottecchia |
| 3              | Giuseppe Saronni         | Francesco Moser   | Giuseppe Saronni   | Claudio Bortolotto | ?                     | Hoonved-Bottecchia |
| 4              | Dante Morandi            | Francesco Moser   | Giuseppe Saronni   | Claudio Bortolotto | ?                     | Hoonved-Bottecchia |
| 5              | Jørgen Marcussen         | Bernard Hinault   | Giuseppe Saronni   | Claudio Bortolotto | ?                     | Bianchi-Piaggio    |
| 6              | Carmelo Barone           | Bernard Hinault   | Giuseppe Saronni   | Claudio Bortolotto | ?                     | Bianchi-Piaggio    |
| 7              | Silvano Contini          | Roberto Visentini | Giuseppe Saronni   | Claudio Bortolotto | Faustino Rupérez      | ?                  |
| 8              | Juan Fernández Martín    | Roberto Visentini | Giuseppe Saronni   | Claudio Bortolotto | Faustino Rupérez      | ?                  |
| 9              | Giovanni Mantovani       | Roberto Visentini | Giuseppe Saronni   | Claudio Bortolotto | Faustino Rupérez      | ?                  |
| 10             | Giovanni Mantovani       | Roberto Visentini | Giovanni Mantovani | Claudio Bortolotto | Faustino Rupérez      | Bianchi-Piaggio    |
| 11             | Gianbattista Baronchelli | Roberto Visentini | Giovanni Mantovani | Claudio Bortolotto | Faustino Rupérez      | Bianchi-Piaggio    |
| 12             | Yvon Bertin              | Roberto Visentini | Giovanni Mantovani | Claudio Bortolotto | Faustino Rupérez      | Bianchi-Piaggio    |
| 13             | Giuseppe Saronni         | Roberto Visentini | Giovanni Mantovani | Claudio Bortolotto | Faustino Rupérez      | Bianchi-Piaggio    |
| 14             | Bernard Hinault          | Wladimiro Panizza | Giuseppe Saronni   | Claudio Bortolotto | Faustino Rupérez      | Bianchi-Piaggio    |
| 15             | Tommy Prim               | Wladimiro Panizza | Giuseppe Saronni   | Claudio Bortolotto | Faustino Rupérez      | Bianchi-Piaggio    |
| 16             | Giuseppe Martinelli      | Wladimiro Panizza | Giuseppe Saronni   | Claudio Bortolotto | Faustino Rupérez      | Bianchi-Piaggio    |
| 17             | Giuseppe Saronni         | Wladimiro Panizza | Giuseppe Saronni   | Claudio Bortolotto | Faustino Rupérez      | Bianchi-Piaggio    |
| 18             | Giovanni Battaglin       | Wladimiro Panizza | Giuseppe Saronni   | Claudio Bortolotto | Tommy Prim            | Gis Gelati         |
| 19             | Giuseppe Saronni         | Wladimiro Panizza | Giuseppe Saronni   | Claudio Bortolotto | Tommy Prim            | Gis Gelati         |
| 20             | Jean-René Bernaudeau     | Bernard Hinault   | Giuseppe Saronni   | Claudio Bortolotto | Tommy Prim            | Bianchi-Piaggio    |
| 21             | Giuseppe Saronni         | Bernard Hinault   | Giuseppe Saronni   | Claudio Bortolotto | Tommy Prim            | Bianchi-Piaggio    |
| 22             | Pierino Gavazzi          | Bernard Hinault   | Giuseppe Saronni   | Claudio Bortolotto | Tommy Prim            | Bianchi-Piaggio    |
| Konečné pořadí | Konečné pořadí           | Bernard Hinault   | Giuseppe Saronni   | Claudio Bortolotto | Tommy Prim            | Bianchi-Piaggio    |

## Konečné pořadí
| Legenda       | Legenda                           | Legenda                           | Legenda                            |
| ------------- | --------------------------------- | --------------------------------- | ---------------------------------- |
| Pink jersey   | Označuje vítěze celkového pořadí. | Green jersey                      | Označuje vítěze vrchařské soutěže. |
| Purple jersey | Označuje vítěze bodovací soutěže. | Označuje vítěze bodovací soutěže. | Označuje vítěze bodovací soutěže.  |

### Celkové pořadí
| Pořadí | Jezdec                         | Tým                            | Čas          |
| ------ | ------------------------------ | ------------------------------ | ------------ |
| 1      | Bernard Hinault (FRA)          | Renault-Gitane-Campagnolo      | 112h 08' 20" |
| 2      | Wladimiro Panizza (ITA)        | Gis Gelati                     | + 5' 43"     |
| 3      | Giovanni Battaglin (ITA)       | Inoxpran                       | + 6' 30"     |
| 4      | Tommy Prim (SWE)               | Bianchi-Piaggio                | + 7' 53"     |
| 5      | Gianbattista Baronchelli (ITA) | Bianchi-Piaggio                | + 11' 49"    |
| 6      | Mario Beccia (ITA)             | Hoonved-Bottecchia             | + 12' 47"    |
| 7      | Giuseppe Saronni (ITA)         | Gis Gelati                     | + 12' 53"    |
| 8      | Josef Fuchs (SUI)              | Gis Gelati                     | + 20' 26"    |
| 9      | Roberto Visentini (ITA)        | Mobilifico San Giacomo-Benotto | + 20' 37"    |
| 10     | Leonardo Natale (ITA)          | Magniflex-Olmo                 | + 21' 30"    |

### Bodovací soutěž
| Pořadí | Jezdec                    | Tým                            | Body |
| ------ | ------------------------- | ------------------------------ | ---- |
| 1      | Giuseppe Saronni (ITA)    | Gis Gelati                     | 301  |
| 2      | Giovanni Mantovani (ITA)  | Hoonved-Bottecchia             | 215  |
| 3      | Tommy Prim (SWE)          | Bianchi-Piaggio                | 179  |
| 4      | Bernard Hinault (FRA)     | Renault-Gitane-Campagnolo      | 160  |
| 5      | Giuseppe Martinelli (ITA) | Mobilifico San Giacomo-Benotto | 151  |

### Vrchařská soutěž
| Pořadí | Jezdec                     | Tým                                | Body |
| ------ | -------------------------- | ---------------------------------- | ---- |
| 1      | Claudio Bortolotto (ITA)   | Mobilifico San Giacomo-Benotto     | 670  |
| 2      | Wladimiro Panizza (ITA)    | Gis Gelati                         | 400  |
| 3      | Bernard Hinault (FRA)      | Renault-Gitane-Campagnolo          | 350  |
| 4      | Giovanni Battaglin (ITA)   | Inoxpran                           | 280  |
| 5      | Jean-René Bernaudeau (FRA) | Renault-Gitane-Campagnolo          | 265  |
| 6      | Tommy Prim (SWE)           | Bianchi-Piaggio                    | 255  |
| 7      | Faustino Rupérez (ESP)     | Selle Italia-Zor-Vereco-Campagnolo | 170  |
| 8      | Ángel Arroyo (ESP)         | Selle Italia-Zor-Vereco-Campagnolo | 155  |

### Soutěž mladých jezdců
| Pořadí | Jezdec                     | Tým                                | Čas          |
| ------ | -------------------------- | ---------------------------------- | ------------ |
| 1      | Tommy Prim (SWE)           | Bianchi-Piaggio                    | 112h 16' 13" |
| 2      | Roberto Visentini (ITA)    | Mobilifico San Giacomo-Benotto     | + 12' 44"    |
| 3      | Leonardo Natale (ITA)      | Magniflex-Olmo                     | + 13' 37"    |
| 4      | Faustino Rupérez (ESP)     | Selle Italia-Zor-Vereco-Campagnolo | + 13' 40"    |
| 5      | Jean-René Bernaudeau (FRA) | Renault-Gitane-Campagnolo          | + 20' 25"    |

### Kombinovaná soutěž
| Pořadí | Jezdec                  | Tým                       | Body |
| ------ | ----------------------- | ------------------------- | ---- |
| 1      | Bernard Hinault (FRA)   | Renault-Gitane-Campagnolo | 8    |
| 2      | Wladimiro Panizza (ITA) | Gis Gelati                | 11   |
| 3      | Tommy Prim (SWE)        | Bianchi-Piaggio           | 12   |

### Soutěž týmů
| Pořadí | Tým                                | Čas          |
| ------ | ---------------------------------- | ------------ |
| 1      | Bianchi-Piaggio                    | 336h 28' 31" |
| 2      | Gis Gelati                         | + 5' 21"     |
| 3      | Inoxpran                           | + 46' 59"    |
| 4      | Renault-Gitane-Campagnolo          | + 52' 18"    |
| 5      | Selle Italia-Zor-Vereco-Campagnolo | + 1h 17' 40" |